# Aleksei Juk
Aleksei Juk (rus: Алексей Владимирович Жук)  (Novossibirsk, 6 de novembre de 1955) és un jugador d'handbol rus, ja retirat, que va competir sota bandera soviètica durant les dècades de 1970 i 1980.
El 1980 va prendre part en els Jocs Olímpics de Moscou, on guanyà la medalla de plata en la competició d'handbol. En el seu palmarès també destaca una medalla de plata al Campionat del Món d'handbol de 1978. A nivell de clubs jugà al CSKA de Moscou, amb qui guanyà vuit lligues soviètiques i la Recopa d'Europa de 1987.